# Фридрих Гессен-Дармштадтский (1870—1873)
Фридрих Вильгельм Август Виктор Леопольд Людвиг Гессенский (7 октября 1870, Дармштадт — 29 мая 1873, Германская империя) — второй сын Людвига IV, великого герцога Гессенского и принцессы Алисы Великобританской, одной из дочерей королевы Виктории. Гемофилик.

## Жизнь
Фридрих, которого в семье звали «Фритти», несмотря на свою болезнь был весёлым и жизнерадостным рёбенком. Имя Леопольд было добавлено в честь брата его матери принца Леопольда, страдающего гемофилией. Леопольд был крёстным отцом Фридриха.
Его гемофилия была впервые диагностирована в феврале 1873 года, за несколько месяцев до его смерти, когда он порезал себе ухо и ранка кровоточила три дня. Бинты не могли остановить поток крови. В конце мая 1873 года Фридрих и его старший брат Эрнст играли вместе в спальне своей матери. Эрнст побежал в другую комнату, расположенную под прямым углом к спальне Алисы, и посмотрел в окно на своего младшего брата. Алиса пошла за ним, чтобы отвести ребёнка от окна. Когда она вышла из комнаты, Фридрих в спальне забрался на стул рядом с открытым окном, чтобы поближе увидеть брата. Стул опрокинулся, и Фридрих упал в окно, пролетев двадцать футов (6 метров) вниз на балюстраду. Фридрих пережил падение и, возможно, выжил, если бы не болел гемофилией. Он умер несколько часов спустя от кровоизлияния в мозг.
После смерти Фридриха его обезумевшая от горя мать часто молилась на его могиле и отмечала годовщины небольших событий в его жизни. Его брат Эрнст сказал матери, что хочет, чтобы вся семья умерла вместе, а не в одиночестве, «как Фритти». У двух сестёр Фридриха, Ирены и Аликс (Александра Фёдоровна) были сыновья-гемофилики.